# Pierre-Henri Raphanel
Pierre-Henri Raphanel (n. 27 mai 1961, Alger, Algeria franceză) este un fost pilot francez de Formula 1 care a evoluat în Campionatul Mondial între anii 1988 și 1989.